# Conferencia sobre la Victoria de la Revolución Siria
La Conferencia sobre la Victoria de la Revolución Siria, oficialmente titulada Conferencia para anunciar la victoria de la revolución siria (en árabe: مؤتمر إعلان انتصار الثورة السورية‎), se celebró en el Palacio Presidencial en Damasco, Siria, el 29 de enero de 2025, al que asistieron los comandantes de varias facciones revolucionarias armadas que lucharon por la coalición de oposición siria contra el régimen depuesto de Bashar al-Assad, con excepción de las Fuerzas Democráticas Sirias, la Sala de Operaciones del Sur y grupos de Suwayda. Fue organizado por el gobierno de transición sirio dirigido por Hay'at Tahrir al-Sham bajo el líder de facto Ahmed al-Sharaa.
La reunión elogió la exitosa revolución siria que resultó en la caída del régimen de Assad el 8 de diciembre de 2024. En la conferencia, el portavoz  del Comando de Operaciones Militares, Hassan Abdel Ghani, anunció que al-Sharaa había sido nombrado presidente de Siria para el período de transición y expuso las prioridades del nuevo gobierno, la mayoría de las cuales implicaban eliminar los rastros del depuesto régimen baazista y reconstruir las instituciones sirias.

## Antecedentes
El 8 de diciembre de 2024, el régimen de Assad se derrumbó durante una gran ofensiva de las fuerzas de oposición. La ofensiva fue liderada por Hay'at Tahrir al-Sham (HTS) y apoyada principalmente por el Ejército Nacional Sirio como parte de la actual guerra civil siria que comenzó con la Revolución Siria en 2011. La toma de Damasco marcó el fin del gobierno de la familia Assad, que había gobernado Siria como un régimen totalitario sectario hereditario desde que Hafez al-Assad asumió el poder en 1971 tras un golpe de Estado.
Al-Sharaa celebró una conferencia similar en Damasco a fines de diciembre de 2024, donde varios grupos acordaron fusionarse bajo el Ministerio de Defensa. Algunas de las figuras rebeldes que asistieron a esa reunión, entre ellas Azzam al-Gharib y Murhaf Abu Qasra, han sido designadas para puestos políticos o militares en la nueva administración. 

## Objetivos
Durante la conferencia, al-Sharaa pronunció un breve discurso en el que describió las prioridades inmediatas del gobierno de transición, que incluían: "llenar el vacío de poder, mantener la paz civil, construir instituciones estatales, construir y desarrollar la economía y restaurar la posición internacional y regional de Siria".
El portavoz del Comando de Operaciones Militares, coronel Hassan Abdel Ghani, anunció que el 8 de diciembre, fecha de la caída del régimen de Asad, será declarado día nacional . También anunció "la abolición de la constitución siria de 2012 y la suspensión de todas las leyes excepcionales", "la disolución de la Asamblea Popular y sus comités", "la disolución del ejército del antiguo régimen y el establecimiento de un nuevo ejército ", la disolución de los aparatos de inteligencia y seguridad del régimen baazista, "junto con ... las milicias que estableció", "la disolución del Partido Baaz Socialista Árabe Sirio y los partidos miembros del bloque del Frente Progresista Nacional ", "la disolución de todas las facciones armadas, cuerpos políticos y civiles revolucionarios, y su fusión en instituciones estatales", y el nombramiento de Ahmed al-Sharaa como presidente de Siria para el período de transición, y la formación del Consejo Legislativo Provisional hasta que se apruebe y promulgue una " constitución permanente".
Al-Sharaa fue nombrado presidente por el Comando General sirio.

## Participantes
Entre los presentes en la conferencia se encontraban: Amer al Sheikh, jefe de Ahrar al-Sham y gobernador de Rif Dimashq, Ahmad Issa Sheikh, jefe de las Brigadas Suqour al-Sham y gobernador de Idlib, Azzam al-Gharib, jefe del Frente del Levante y gobernador de Alepo, Fadlallah al Haji, jefe de la Legión Sham y jefe del Estado Mayor del Ejército Nacional Sirio, Sayf Abu Bakr, jefe de la División Hamza respaldada por Turquía, Abu Amsha, jefe de la Brigada Sultan Suleiman Shah respaldada por Turquía, Salem Turki al-Antri, jefe del Ejército Libre Sirio respaldado por Estados Unidos, Jamil al Saleh, jefe de Jaysh al-Izza y Abu Hatem Shaqra, jefe de Ahrar al-Sharqiya. La Sala de Operaciones del Sur, así como los grupos locales de Suwayda y las Fuerzas Democráticas Sirias, fueron excluidos. 
Los grupos que anunciaron su disolución pendiente incluyeron: Hay'at Tahrir al-Sham, Ahrar al-Sham, Jaysh al-Izza, Jaysh al-Nasr, Ansar al-Tawhid, Sham Legion, Al-Firqah Al-Saliheyah (facción en Al-Salihiyya), Jaysh al-Ahrar, Suqour al-Sham, Jama'at Ansar al-Islam, el Partido Islámico de Turkestán en Siria, Liwa al-Muhajireen wal-Ansar, el Movimiento Nour al-Din al-Zenki, el Frente de Levante y el Ejército Nacional Sirio.

## Reacciones
Al-Sharaa recibió las felicitaciones de los líderes de varios países por su nombramiento como presidente de Siria.  Las Naciones Unidas mantuvieron una postura neutral, negándose a reconocer al nuevo liderazgo sirio y enfatizando la importancia de la fase de transición de conformidad con la Resolución 2240 del Consejo de Seguridad de las Naciones Unidas.
El 31 de enero de 2025, el jefe del Gobierno provisional sirio (SIG) en el norte de Siria, Abdurrahman Mustafa, felicitó a al-Sharaa por convertirse en presidente, también se anunció que el SIG estaría a disposición del gobierno de transición. En febrero, el gobierno de transición desplegó sus fuerzas en zonas bajo control del SIG, mientras el Ejército Nacional Sirio se fusionaba con el recién formado Ejército Sirio y comenzaba a desmantelar cuarteles y otra infraestructura militar. El 17 de febrero, Mazloum Abdi, líder de las Fuerzas Democráticas Sirias (FDS) lideradas por los kurdos, felicitó a al-Sharaa por asumir la presidencia siria y lo invitó a visitar el noreste de Siria.  Las SDF y el Consejo Democrático Sirio también anunciaron un acuerdo para integrar sus fuerzas en el Ejército sirio. 